# Södra Lapplands pastorat
Södra Lapplands pastorat är ett pastorat i Södra Lapplands kontrakt i Luleå stift i Lycksele, Storumans, Vilhelmina, Åsele och Dorotea kommuner i Västerbottens län. 
Pastoratet bildades 2014 genom sammanläggning av pastoraten:
- Lycksele pastorat
- Stensele-Vilhelmina pastorat
- Åsele-Fredrika pastorat

Pastoratet bestod från början av följande församlingar:
- Lycksele församling
- Stensele församling
- Vilhelmina församling
- Åsele-Fredrika församling

År 2015 tillfördes Dorotea-Risbäcks pastorat med
- Dorotea-Risbäcks församling

Pastoratskod är 110901.